# Jászberény Wolverines
Gli Jászberény Wolverines sono una squadra di football americano di Jászberény, in Ungheria; fondati nel 2006, nel 2009 hanno raggiunto il Pannon Bowl, senza vincerlo.

## Dettaglio stagioni

### Tornei nazionali

#### Campionato

##### Divízió I (primo livello)
| Stagione | regular season | regular season | regular season | regular season | regular season | regular season | playoff | playoff | playoff | playoff | playoff | playoff   | playoff    |
|          | Vin            | Par            | Per            | Tot            | PF             | PS             | Vin     | Per     | Tot     | PF      | PS      | risultato | avversaria |
| -------- | -------------- | -------------- | -------------- | -------------- | -------------- | -------------- | ------- | ------- | ------- | ------- | ------- | --------- | ---------- |
| 2010     | 3              | 0              | 3              | 6              | 75             | 185            | -       | -       | -       | -       | -       | -         | -          |
| 2011     | 2              | 0              | 4              | 6              | 46             | 136            | -       | -       | -       | -       | -       | -         | -          |
| Totale   | 5              | 0              | 7              | 12             | 121            | 321            | -       | -       | -       | -       | -       |           |            |

Fonti: Enciclopedia del Football - A cura di Massimo Mezzetti

##### Divízió I (secondo livello)/Divízió II (secondo livello)
| Stagione | regular season | regular season | regular season | regular season | regular season | regular season | playoff | playoff | playoff | playoff | playoff | playoff   | playoff    |
|          | Vin            | Par            | Per            | Tot            | PF             | PS             | Vin     | Per     | Tot     | PF      | PS      | risultato | avversaria |
| -------- | -------------- | -------------- | -------------- | -------------- | -------------- | -------------- | ------- | ------- | ------- | ------- | ------- | --------- | ---------- |
| 2012     | 1              | 0              | 4              | 5              | 42             | 88             | -       | -       | -       | -       | -       | -         | -          |
| 2013     | 1              | 0              | 5              | 6              | 21             | 269            | -       | -       | -       | -       | -       | -         | -          |
| 2020     | 0              | 0              | 3              | 3              | 0              | 60             | -       | -       | -       | -       | -       | -         | -          |
| 2023     | 1              | 0              | 4              | 5              | 68             | 119            | -       | -       | -       | -       | -       | -         | -          |
| Totale   | 3              | 0              | 16             | 19             | 131            | 536            | -       | -       | -       | -       | -       |           |            |

Fonti: Enciclopedia del Football - A cura di Massimo Mezzetti

##### Divízió III/Divízió II (terzo livello)
| Stagione | regular season | regular season | regular season | regular season | regular season | regular season | playoff | playoff | playoff | playoff | playoff | playoff          | playoff             |
|          | Vin            | Par            | Per            | Tot            | PF             | PS             | Vin     | Per     | Tot     | PF      | PS      | risultato        | avversaria          |
| -------- | -------------- | -------------- | -------------- | -------------- | -------------- | -------------- | ------- | ------- | ------- | ------- | ------- | ---------------- | ------------------- |
| 2009     | 3              | 0              | 1              | 4              | 78             | 41             | 1       | 1       | 2       | 32      | 49      | Duna Bowl        | Újbuda Rebels       |
| 2015     | 2              | 0              | 2              | 4              | 65             | 115            | 0       | 1       | 1       | 14      | 27      | Wild Card        | Budapest Eagles     |
| 2016     | 1              | 0              | 3              | 4              | 85             | 127            | -       | -       | -       | -       | -       | -                | -                   |
| 2017     | 2              | 0              | 3              | 5              | 104            | 123            | 0       | 1       | 1       | 14      | 46      | Quarti di finale | Szekszárd Bad Bones |
| 2018     | 1              | 0              | 5              | 6              | 67             | 162            | -       | -       | -       | -       | -       | -                | -                   |
| 2019     | 1              | 0              | 5              | 6              | 16             | 155            | -       | -       | -       | -       | -       | -                | -                   |
| 2021     | 1              | 0              | 4              | 5              | 27             | 147            | -       | -       | -       | -       | -       | -                | -                   |
| 2022     | 0              | 0              | 4              | 4              | 38             | 173            | -       | -       | -       | -       | -       | -                | -                   |
| Totale   | 11             | 0              | 27             | 38             | 480            | 1043           | 1       | 3       | 4       | 60      | 122     |                  |                     |

Fonti: Enciclopedia del Football - A cura di Massimo Mezzetti

#### Coppa
| Stagione | regular season | regular season | regular season | regular season | regular season | regular season | playoff | playoff | playoff | playoff | playoff | playoff    | playoff         |
|          | Vin            | Par            | Per            | Tot            | PF             | PS             | Vin     | Per     | Tot     | PF      | PS      | risultato  | avversaria      |
| -------- | -------------- | -------------- | -------------- | -------------- | -------------- | -------------- | ------- | ------- | ------- | ------- | ------- | ---------- | --------------- |
| 2012     | 1              | 0              | 1              | 2              | 22             | 17             | 0       | 1       | 1       | 7       | 32      | Semifinale | Újpest Bulldogs |
| Totale   | 1              | 0              | 1              | 2              | 22             | 17             | 0       | 1       | 1       | 7       | 32      |            |                 |

Fonti: Enciclopedia del Football - A cura di Massimo Mezzetti

### Riepilogo fasi finali disputate
| Anno            | Luogo | Evento      | Fase del torneo | Incontro                                    | Risultato |
| 5 luglio 2009   |       | Divízió III | Duna Bowl       | Újbuda Rebels - Jászberény Wolverines       | 33 - 0    |
| 4 novembre 2012 |       | Blue Bowl   | Semifinale      | Újpest Bulldogs - Jászberény Wolverines     | 32 - 7    |
| 20 giugno 2015  |       | Divízió II  | Wild Card       | Budapest Eagles - Jászberény Wolverines     | 27 - 14   |
| 17 giugno 2017  |       | Divízió II  | Semifinale      | Szekszárd Bad Bones - Jászberény Wolverines | 46 - 14   |